# Polepy
Polepy (deutsch Polep, auch Polepp) ist eine Gemeinde in Tschechien.

## Geographie
Polepy befindet sich rechtsseitig des Elbtales in der Blata 19 km südöstlich von Litoměřice. Durch den Ort führt die Eisenbahn von Litoměřice nach Mělník. Polepy wird von der Staatsstraße 240 von Roudnice nad Labem nach Liběšice durchquert, die sich hier mit der Staatsstraße 261 von Litoměřice nach Štětí kreuzt.

## Geschichte
Das 1227 erstmals urkundlich erwähnte Dorf gehörte ursprünglich dem Benediktinerkloster St. Georg in Prag. 1262 erwarb das Domkapitel in Leitmeritz Teile des Dorfes. Polepy ging zu Beginn des 14. Jahrhunderts einschließlich der Feste in den Besitz des Klosters Chotěšov über. Im Jahre 1623 erwarben die Lobkowitz den Ort. 1845 vernichtete ein Brand das halbe Dorf.
In der zweiten Hälfte des 19. Jahrhunderts erfuhr das Dorf durch den Bau der Österreichischen Nordwestbahn einen Aufschwung. Nach der Inbetriebnahme der Bahn im Jahre 1874 wuchs Polep rasch an. 1880 bestand der Ort aus 110 Häusern, 50 Jahre zuvor waren es nur 65.
Polep war überwiegend deutsch besiedelt, seine Bewohner lebten von der Landwirtschaft, in der Hopfenbau und Gemüsezucht dominierte. Die fruchtbare Gegend um Polep hieß im Deutschen „Polepper Platte“. Man nimmt an, dass der Begriff aus dem tschechischen Blata = Sumpf abgeleitet wurde. Um 1900 hatte der Ort 700 Einwohner. Bis zu dieser Zeit war das benachbarte Hruschowan Schulort und nach der Gründung der Tschechoslowakei erhielt Polep neben der deutschen noch eine tschechische Schule.
Nach dem Zweiten Weltkrieg wurden die deutschen Einwohner vertrieben. Polepy war einer der wenigen Orte, in denen es gelang, den Bevölkerungsverlust zu kompensieren und der zu einem Unterzentrum heranwuchs, während das benachbarte Hoštka seine Bedeutung verlor.

## Gemeindegliederung
Die Gemeinde Polepy besteht aus den Ortsteilen Encovany (Enzowan), Hrušovany (Hruschowan), Libínky (Libenken), Okna (Woken), Polepy (Polep) und Třebutičky (Trebutschka). Grundsiedlungseinheiten sind Dolní Encovany (Nieder Enzowan), Encovany, Hrušovany, Libínky, Okna, Polepy, Trnová (Trnowey) und Třebutičky.
Das Gemeindegebiet gliedert sich in die Katastralbezirke Encovany, Hrušovany, Libínky, Okna u Polep, Polepy, Trnová u Polep und Třebutičky.

## Bilder

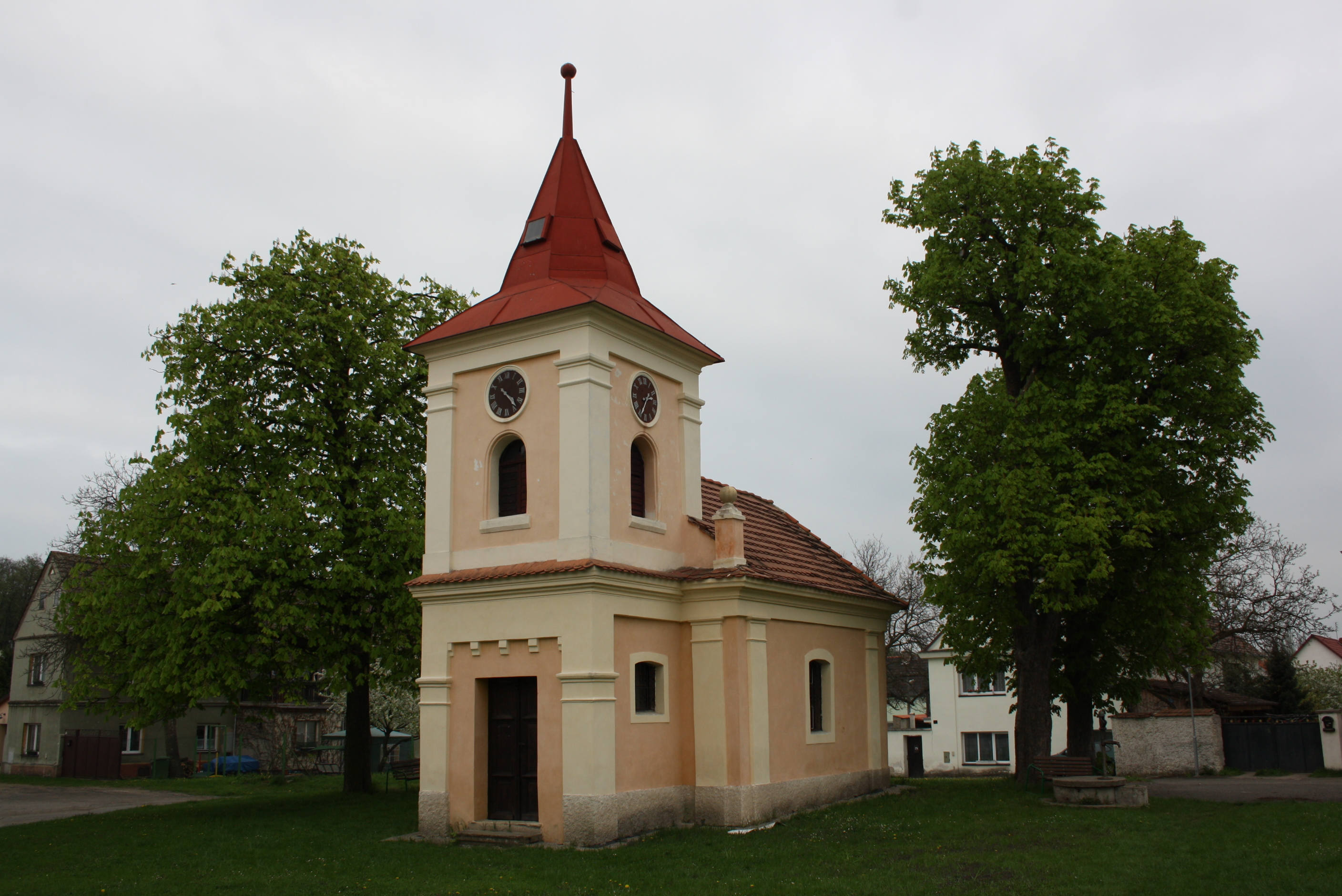
Kirche in Polepy
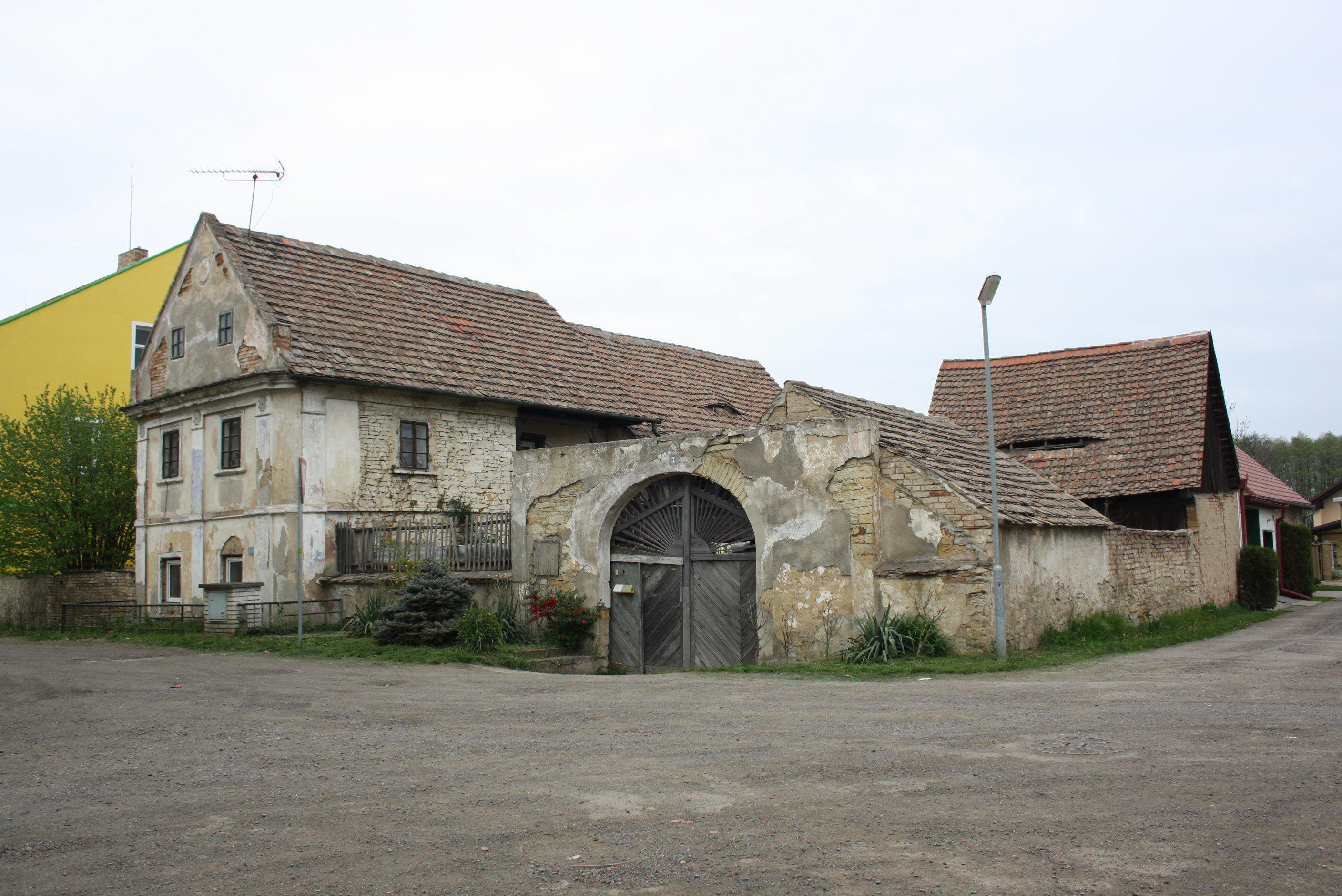
Gehöft in Polepy
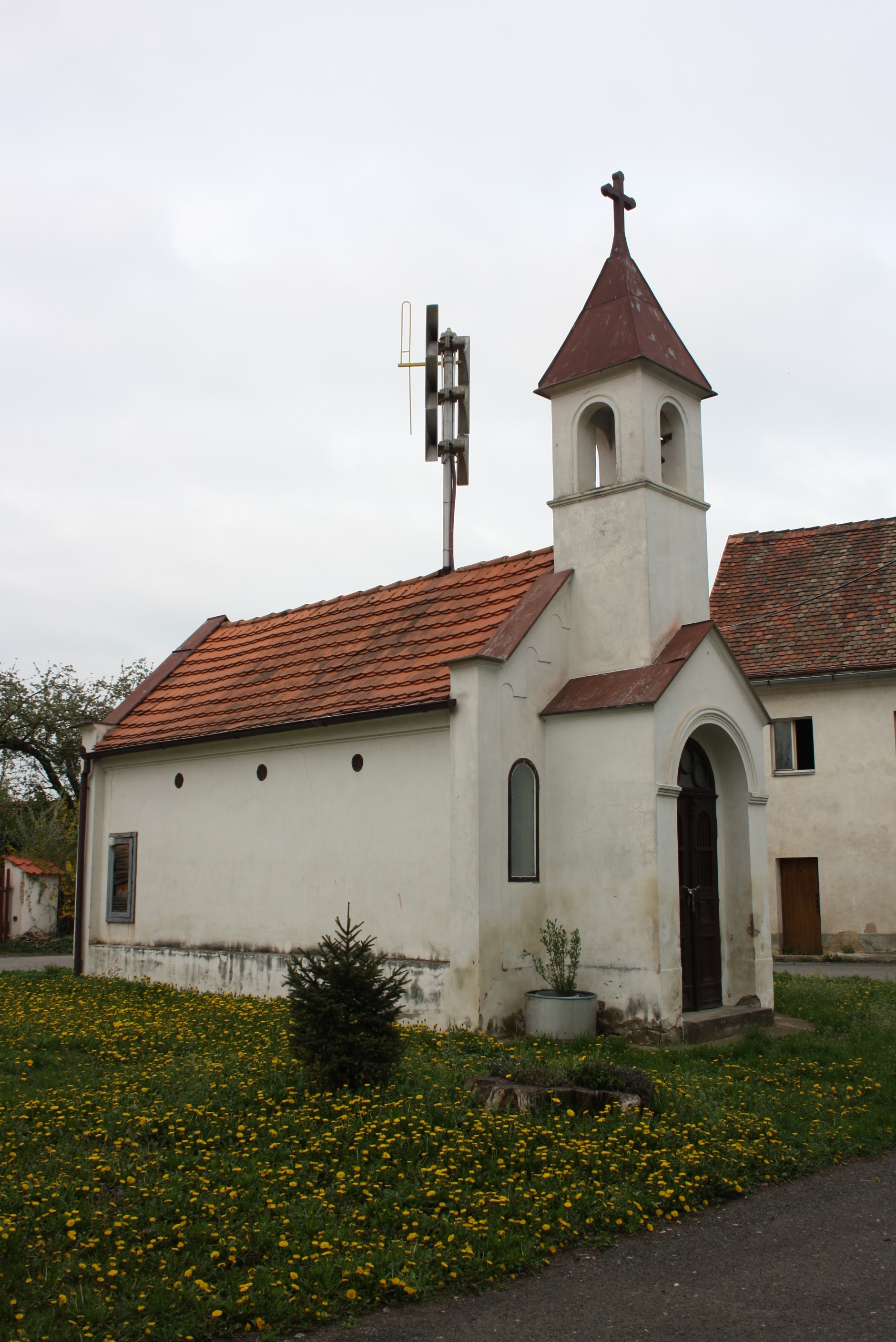
Kapelle in Okna
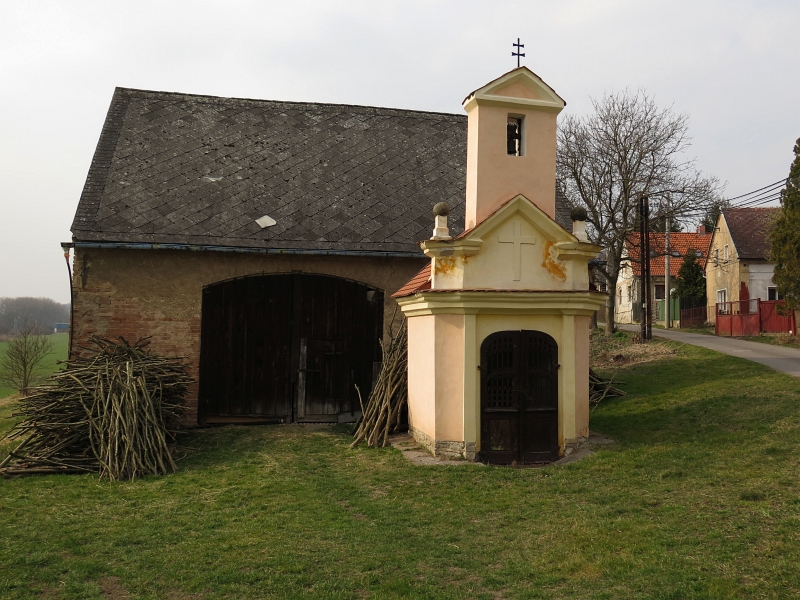
Kapelle in Encovany
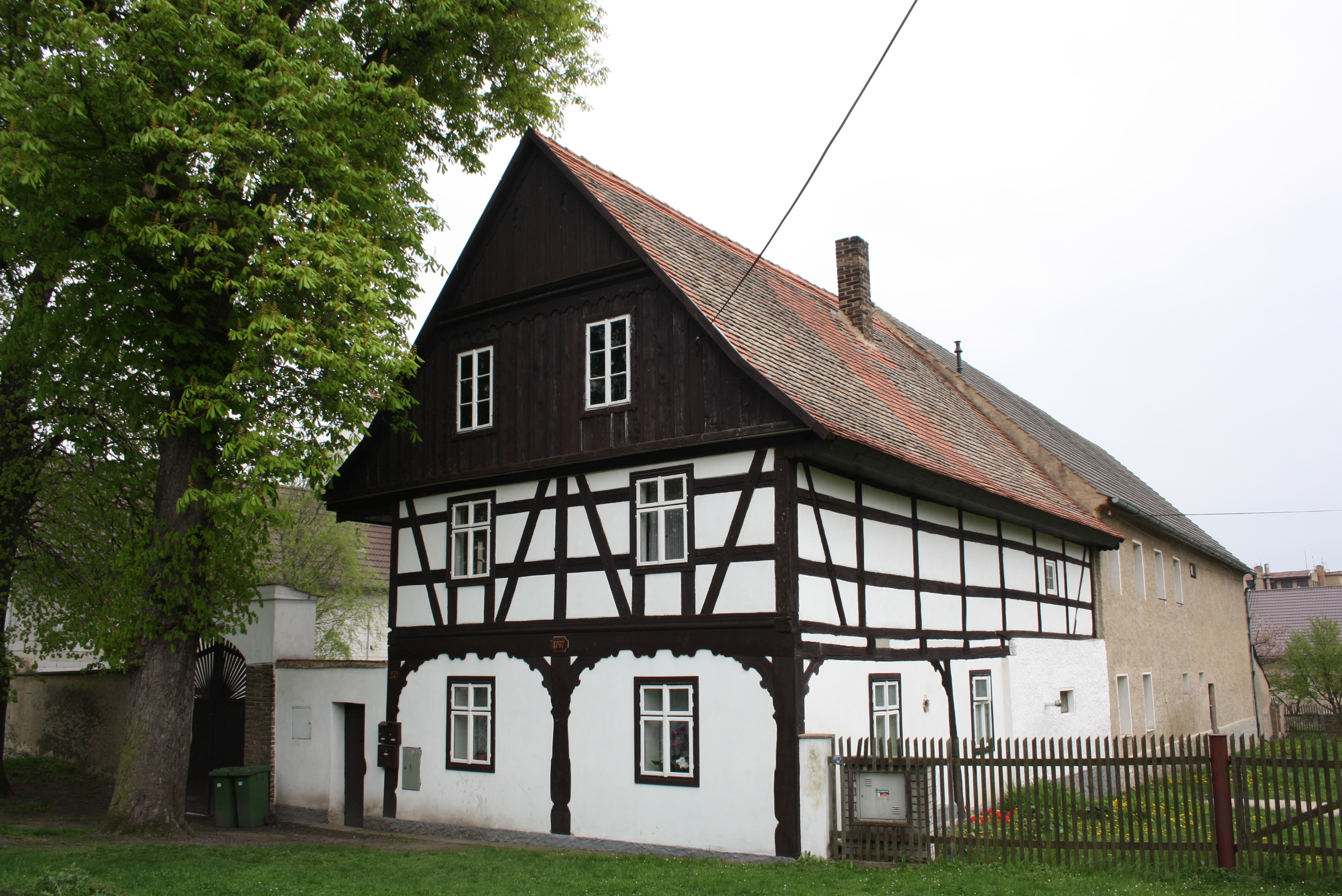
Umgebindehaus in Hrušovany
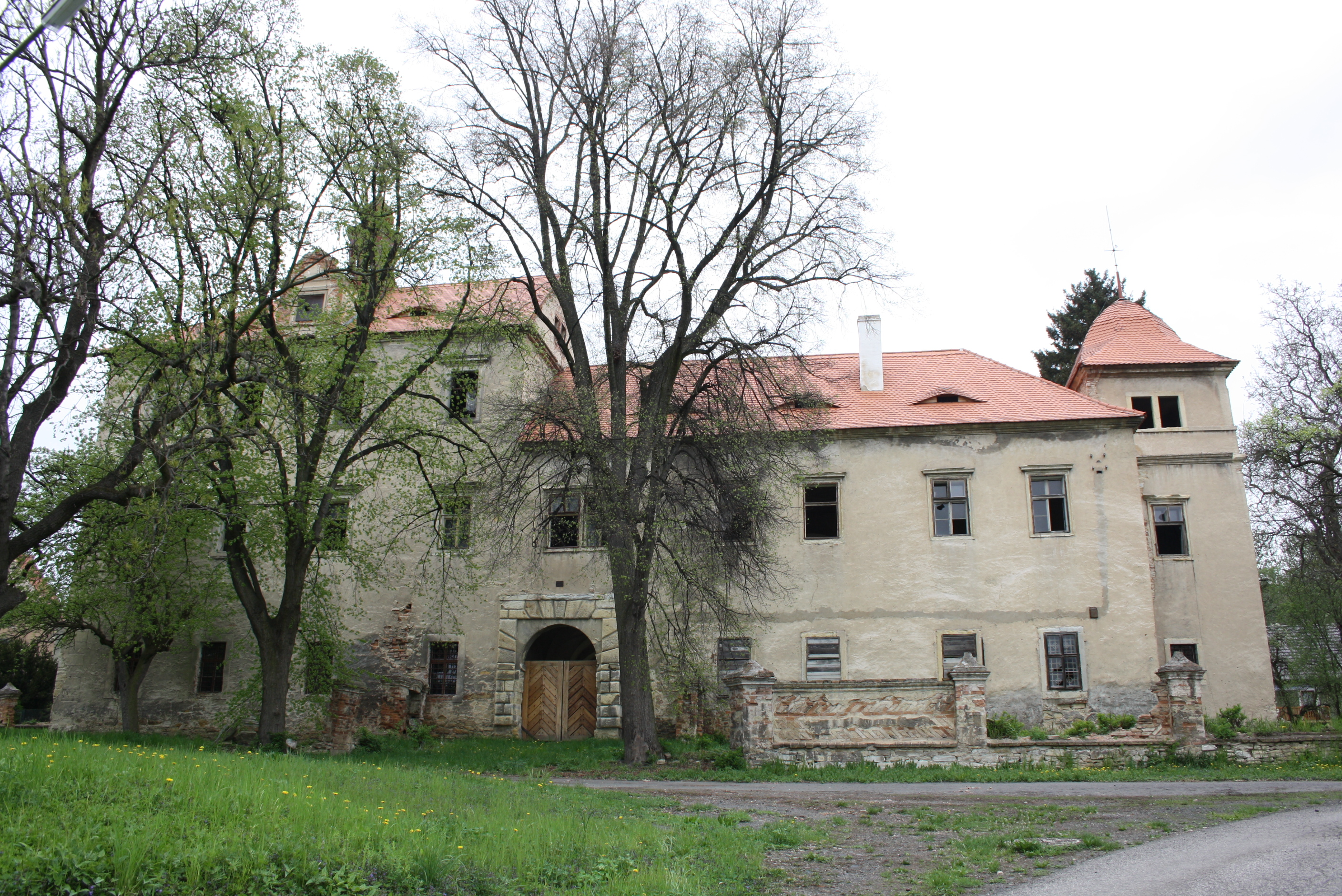
Schloss Encovany
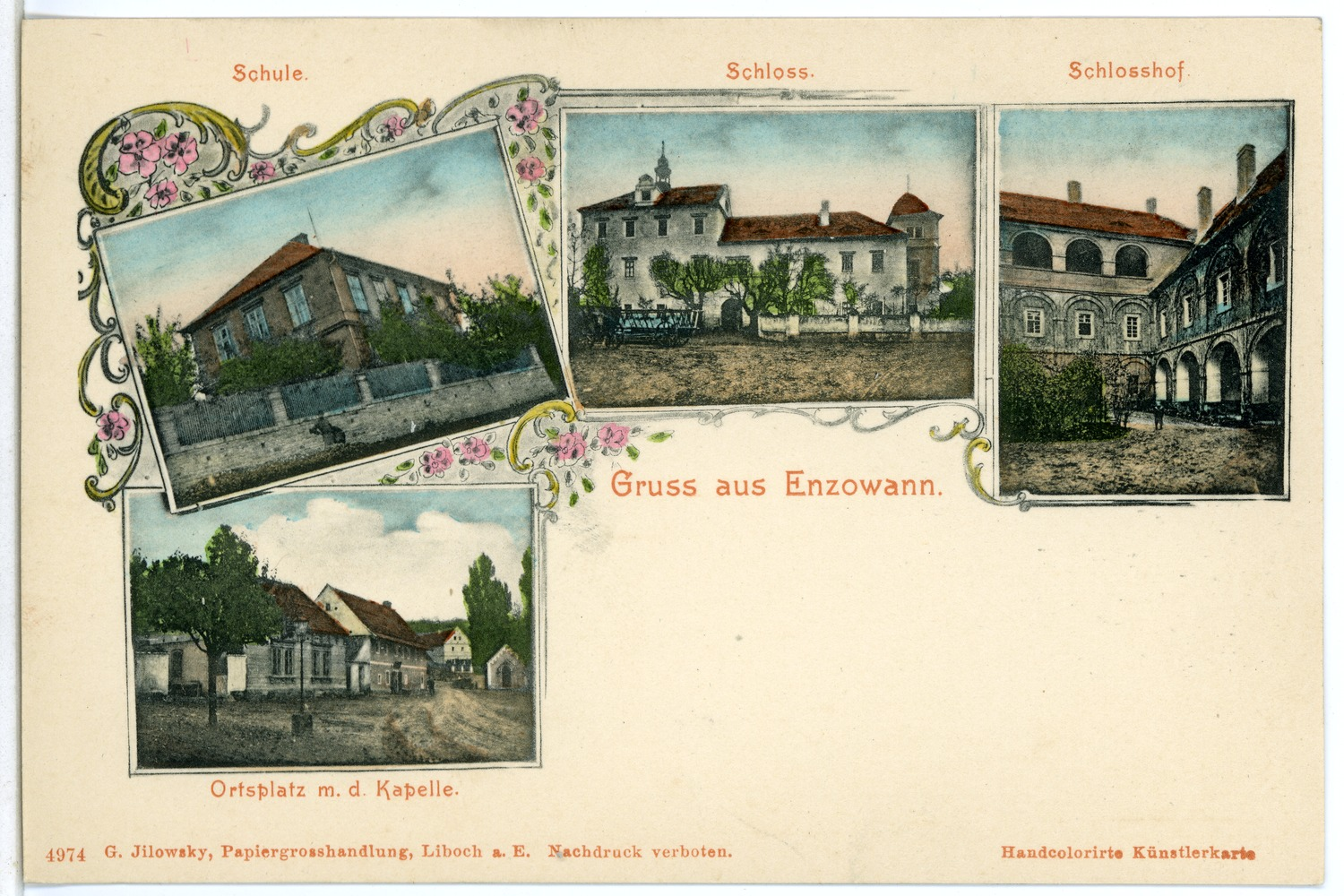
Gruss aus Enzowann (Postkarte von 1903)